# 1-Nitropropan
1-Nitropropan ist eine organische chemische Verbindung, die zur Gruppe der aliphatischen Nitroverbindungen, den Nitroalkanen gehört.

## Darstellung und Gewinnung
Die industrielle Herstellung von 1-Nitropropan erfolgt in einer Gasphasennitrierung von Propan mittels Salpetersäure. In dieser Reaktion entstehen die vier Nitroalkane Nitromethan, Nitroethan, 1-Nitropropan und 2-Nitropropan, wobei das Verhältnis der entstehenden Produkte von der Prozesstemperatur abhängt.

## Eigenschaften

### Physikalische Eigenschaften
1-Nitropropan ist eine klare Flüssigkeit mit fruchtigem, in gefährlicher Konzentration warnendem Geruch. Technisches Nitropropan kann leicht gelb gefärbt sein.  Die Verbindung siedet bei Normaldruck bei 131 °C. Die Dampfdruckfunktion ergibt sich nach Antoine entsprechend log10(P) = A−(B/(T+C)) (P in bar, T in K) mit A = 4,23774, B = 1466,368 und C = −58.029 im Temperaturbereich von 331,8 bis 404,5 K. Die Verdampfungsenthalpie beträgt bei 25 °C 43,4 kJ·mol−1, am Siedepunkt 38,5 kJ·mol−1. 1-Nitropropan ist in Wasser schwer löslich, aber mischbar mit vielen organischen Lösungsmitteln. 1-Nitropropan ist mit Wasser nur begrenzt mischbar. Mit zunehmender Temperatur steigen die Löslichkeiten von 1-Nitropropan in Wasser und von Wasser in 1-Nitropropan nur in geringem Maße an.
| Löslichkeiten zwischen 1-Nitropropan und Wasser[6] |         |     |     |
| Temperatur                                         | °C      | 25  | 70  |
| 1-Nitropropan in Wasser                            | in Ma-% | 1,5 | 2,2 |
| Wasser in 1-Nitropropan                            | in Ma-% | 0,6 | 1,7 |
Mit einem Wassergehalt von 36,5 Ma% bildet die Verbindung ein bei 91,63 °C und Normaldruck siedendes Azeotrop.

### Chemische Eigenschaften
Die Verbindung ist thermisch instabil. Eine DSC-Messung zeigt ab 210 °C eine stark exotherme Zersetzung mit einer Wärmetönung von −2466 J·g−1 bzw. −219,7 kJ·mol−1. Der pKa–Wert liegt bei 8,98 und so kann die Verbindung durch Basen wie Natriumhydroxid, Triethylamin, 1,1,3,3-Tetramethylguanidin (TMG), Diazabicycloundecen (DBU), Natriumhydrid oder Lithiumdiisopropylamid (LDA) deprotoniert werden. Das resultierende Nitronat ist oft die eigentliche reaktive Spezie in der organischen Synthese. Im trockenen Zustand können die Nitronatsalze explosiv sein.

### Sicherheitstechnische Kenngrößen
Nitropropan bildet leicht entzündliche Dampf-Luft-Gemische. Die Verbindung hat einen Flammpunkt von 35 °C.  Der untere Explosionsgrenze liegt bei 2,2 Vol.‑% (81 g/m³).  Die Grenzspaltweite wurde mit 0,81 mm bestimmt. Es resultiert damit eine Zuordnung in die Explosionsgruppe IIB. Die Zündtemperatur beträgt 420 °C. Der Stoff fällt somit in die Temperaturklasse T2.

## Verwendung
1-Nitropropan wird in der organischen Synthese als Reagenz und Baustein verwendet. So können aromatische und heterocyclische Aldehyde in einer Einschrittsynthese in die entsprechenden Nitrile umgewandelt werden. An Carbonylverbindungen kann eine 1,2-Addition erfolgen, die als Henry-Reaktion bekannt ist. Dies ist auch eine Methode der C-Kettenverlängerung um drei Kohlenstoffatome im Molekül.
Es wird jedoch auch eher selten als Lösungsmittel für organische Verbindungen sowie in Farben und Tonern verwendet.

## Toxikologie
1-Nitropropan wird leicht über den Atemtrakt aufgenommen, Konzentrationen über 150 ppm führen zu Augenreizungen. Bei besonders hoher Konzentration kann es zu Atemwegsreizungen sowie Kopfschmerz und Übelkeit kommen.
Intoxikationsfälle durch 1-Nitropropan sind nicht bekannt.

## Reaktionen
1-Nitropropan kann unter Wärmeeinwirkung in toxische Gase zersetzt werden. Es reagiert heftig mit Oxidationsmitteln und starken Basen.